# Verwaltungsgemeinschaft Eppingen-Gemmingen-Ittlingen
Die Verwaltungsgemeinschaft Eppingen-Gemmingen-Ittlingen (Offiziell: Vereinbarte Verwaltungsgemeinschaft der Stadt Eppingen), eine Vereinbarte Verwaltungsgemeinschaft, besteht seit dem 1. August 1974 zwischen den Gemeinden Eppingen, Gemmingen und Ittlingen. Da der dadurch geschaffene Verwaltungsraum schon damals mehr als 20.000 Einwohner zählte, wurden dieser Verwaltungsgemeinschaft neue Zuständigkeiten übertragen. Auch Eppingen selbst überschritt später diese Bevölkerungsgrenze und ist deshalb seit 2002 Große Kreisstadt.

## Entstehung
Nach Verhandlungen zwischen den beteiligten Gemeinden wurde am 26. Juni 1974 die Vereinbarung über die Erfüllung der Aufgaben einer vereinbarten Verwaltungsgemeinschaft von den Bürgermeistern Rüdiger Peuckert (Eppingen), Reiner (Gemmingen) und Beurer (Ittlingen) unterzeichnet. Nach diesem Vertrag hat die Stadt Eppingen die Funktion der „erfüllenden Gemeinde“ übernommen.

## Funktion
Da die Große Kreisstadt Eppingen Zuständigkeiten bekam, die vorher beim Landratsamt Heilbronn lagen, spricht man auch vom „kleinen Landratsamt“ in Eppingen. Die neuen Zuständigkeiten beziehen sich auf Baugenehmigungen und die Aufstellung des Flächennutzungsplans, den Bereich des Ordnungsamtes mit Straßenverkehr, Ordnungswidrigkeiten, Sammlungsrecht, Gewerberecht, Polizeirecht, Sprengstoff- und Waffenrecht.

## Organ
Der „Gemeinsame Ausschuss“ ist das Organ der Verwaltungsgemeinschaft, besetzt mit Vertretern der beteiligten Gemeinden.